# 北岡大塚古墳
北岡大塚古墳（きたおかおおつかこふん）は、静岡県浜松市浜名区引佐町井伊谷にある古墳。形状は前方後方墳。浜松市指定史跡に指定されている。

## 概要
静岡県西部、神宮寺川と井伊谷川により形成される小盆地（井伊谷）の東側丘陵上、盆地を西に見下ろす丘陵先端部を切断して築造された古墳である。これまでに1980年（昭和55年）に測量調査が、1994年（平成6年）に墳丘確認調査が実施されている。
墳形は前方後方形で、前方部を西方向に向ける。墳丘表面で葺石・埴輪は認められていない。墳丘周囲には周溝が、その外側には幅2-3メートルの周堤が認められる。埋葬施設は未調査のため明らかでない。出土品としては土師器（二重口縁壺）・ガラス小玉がある。
この北岡大塚古墳は、古墳時代前期の4世紀中葉頃の築造と推定される。天竜川以西の西遠江地域では最初に築造された古墳である点、前方後方墳として築造された点で注目される古墳になる。また丘陵上では北岡大塚古墳のほかにも古墳の分布が知られ、北岡大塚古墳→馬場平古墳→馬場平3号墳→谷津古墳の順の首長墓系譜が想定される。これらの古墳については、井伊谷北西部にある古墳時代の祭祀遺跡である天白磐座遺跡との関連性も指摘される。
古墳域は1979年（昭和54年）に浜松市指定史跡に指定されている。なお、付近には終末期古墳である北岡2号墳（浜松市指定史跡）がある。

## 遺跡歴
- 1979年（昭和54年）
  - 古墳として周知[5]。
  - 5月23日、浜松市指定史跡に指定[4]。
- 1980年（昭和55年）、測量調査（引佐町教育委員会、1981年に報告書刊行）[1]。
- 1994年（平成6年）、墳丘確認調査（引佐町教育委員会、1996年に報告書刊行）[1]。

## 墳丘

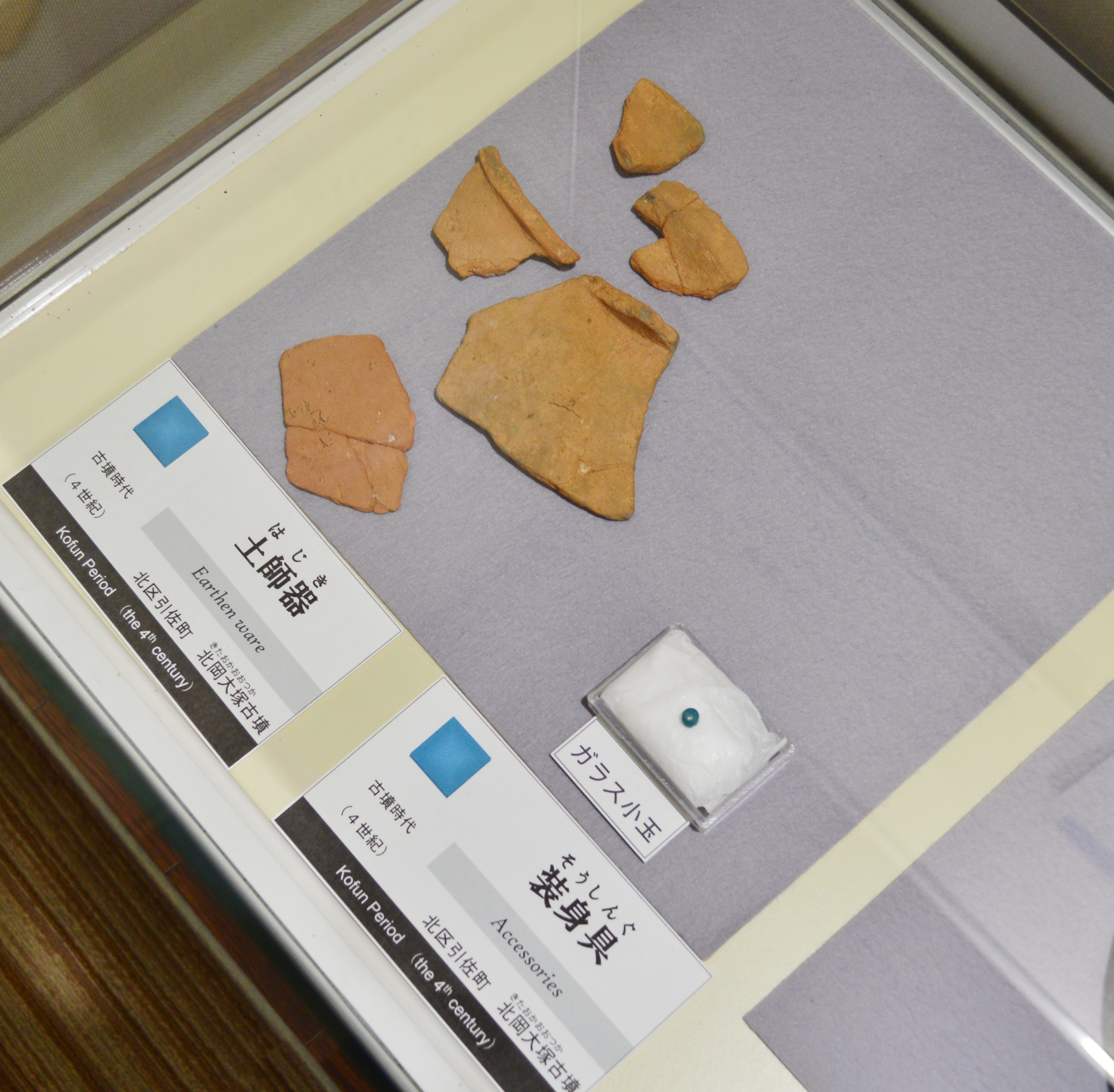
出土品浜松市地域遺産センター展示。

墳丘の規模は次の通り。
- 墳丘長：49.5メートル
- 後方部
  - 長さ：29.5メートル
  - 幅：29メートル
  - 高さ：3.2メートル
- 前方部
  - 長さ：20.0メートル
  - 幅：23.5メートル
  - 高さ：2.8メートル
- くびれ部
  - 幅：20メートル

## 文化財

### 浜松市指定文化財
- 史跡
  - 北岡大塚古墳 - 1979年（昭和54年）5月23日指定[4]。

## 関連施設
- 浜松市地域遺産センター（浜松市浜名区引佐町井伊谷） - 北岡大塚古墳の出土品等を保管・展示。

## 関連文献
（記事執筆に使用していない関連文献）
- 辰巳和弘「北岡大塚古墳（前方後方墳）測量調査報告書」『引佐町の古墳文化II（引佐町町史編纂室報告 第2冊)）』引佐町教育委員会、1981年。
- 辰巳和弘、日高慎『北岡大塚古墳 -第2次調査報告書-（引佐町の遺跡7）』引佐町教育委員会、1996年。